# Liane Synek
Liane Synek (* 17. September 1922 in Wien; † 6. September 1982 in Hollabrunn) war eine österreichische Opernsängerin (Sopran).

## Leben
Nach ihrer Gesangsausbildung gewann sie 1950 einen Gesangswettbewerb. Zwischen 1951 und 1952 war sie am Mainfranken Theater Würzburg und anschließend bis 1954 am Opernhaus Wuppertal.
1954 wurde sie an das Hessische Staatstheater berufen, hier zählte sie bis zu ihrem Tod zu den beliebtesten Künstlern. Zugleich war sie an der Staatsoper Berlin und dem Opernhaus Köln.
1951 sang sie im Bayreuther Festspielchor, später die Helmwige in der Walküre und die Erste Norn in Götterdämmerung. Gastspiele führten sie an alle großen Opernhäuser weltweit.
Am 15. Februar 1965 sang sie in der Kölner Uraufführung von Bernd Alois Zimmermanns Oper Die Soldaten die Gräfin de la Roche.
In der hessischen Landeshauptstadt Wiesbaden ist nach ihr die „Liane-Synek-Straße“ benannt.